# Walter Gropius

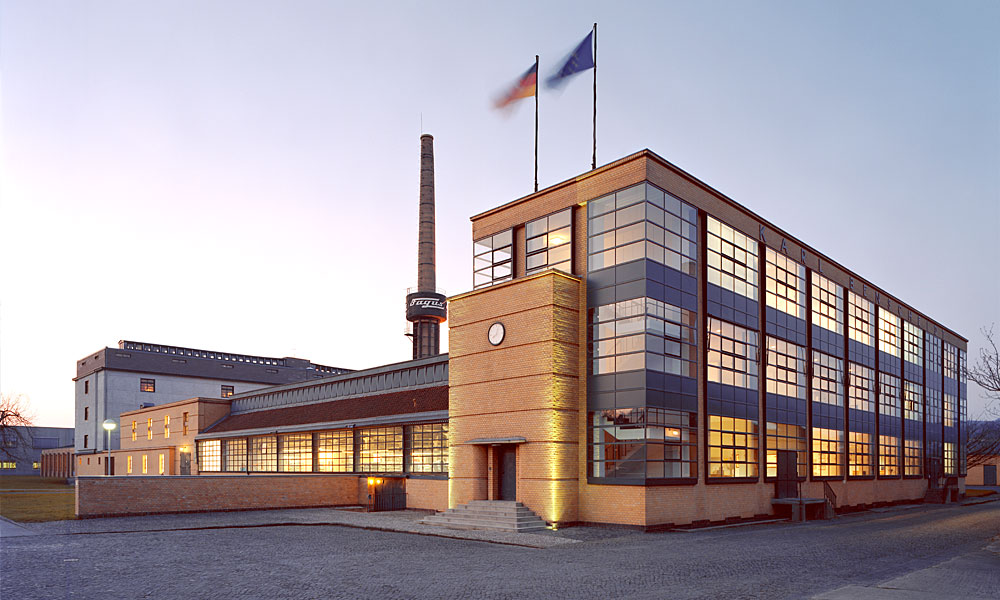
W. Gropius:
Fabryka obuwia Fagus w Alfeld (Leine)

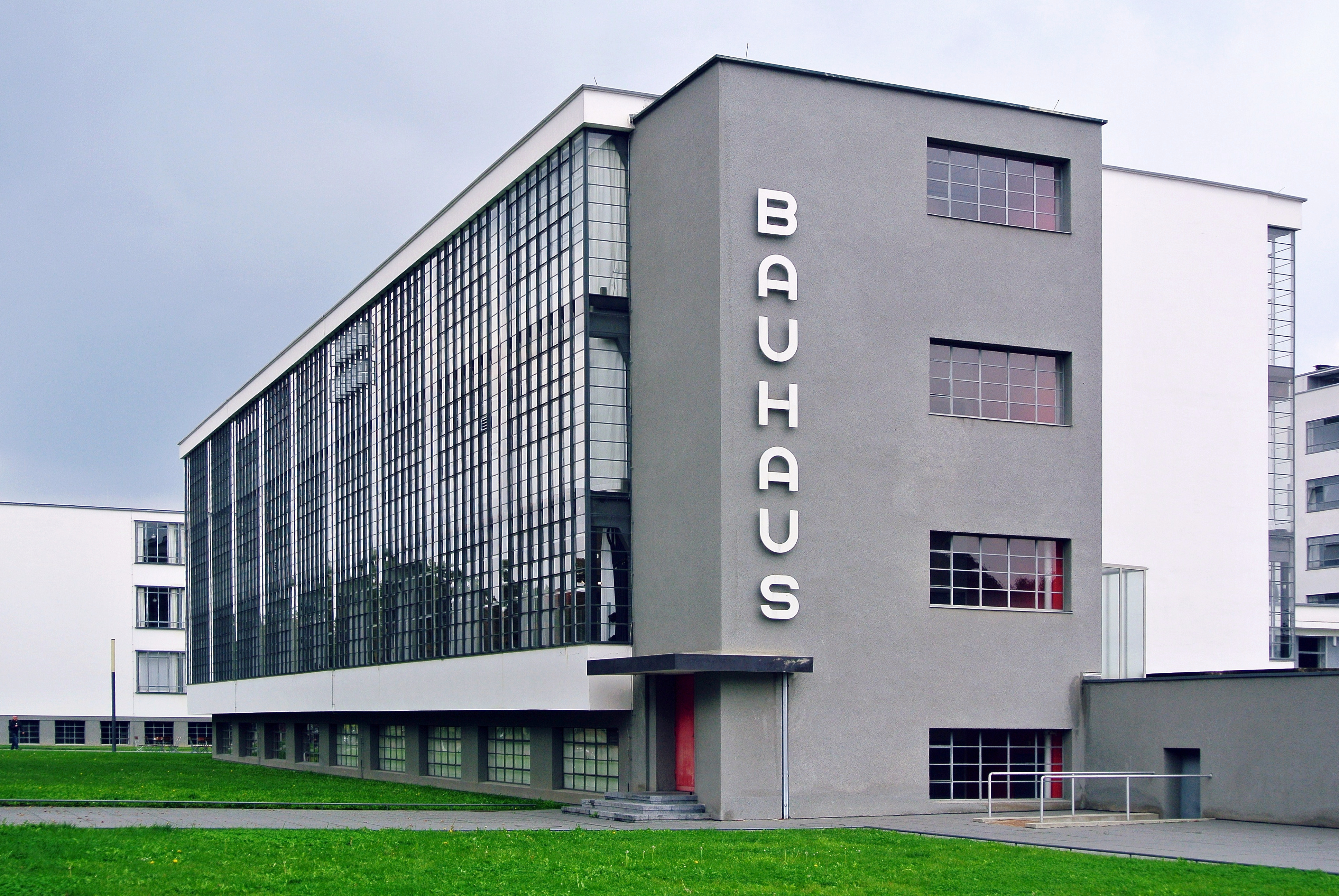
W. Gropius:
Budynek Bauhausu w Dessau-Roßlau

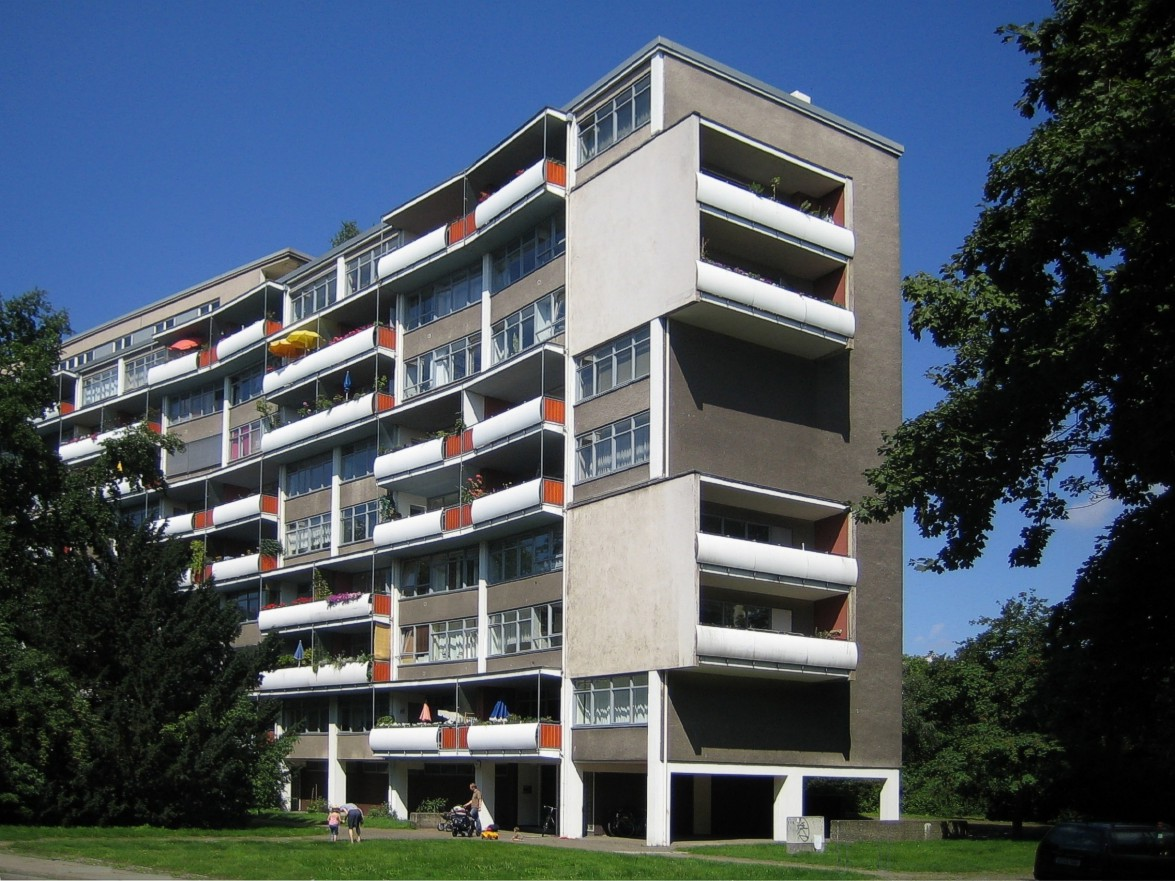
W. Gropius i TAC:
Budynek wielorodzinny na osiedlu Hansaviertel w Berlinie

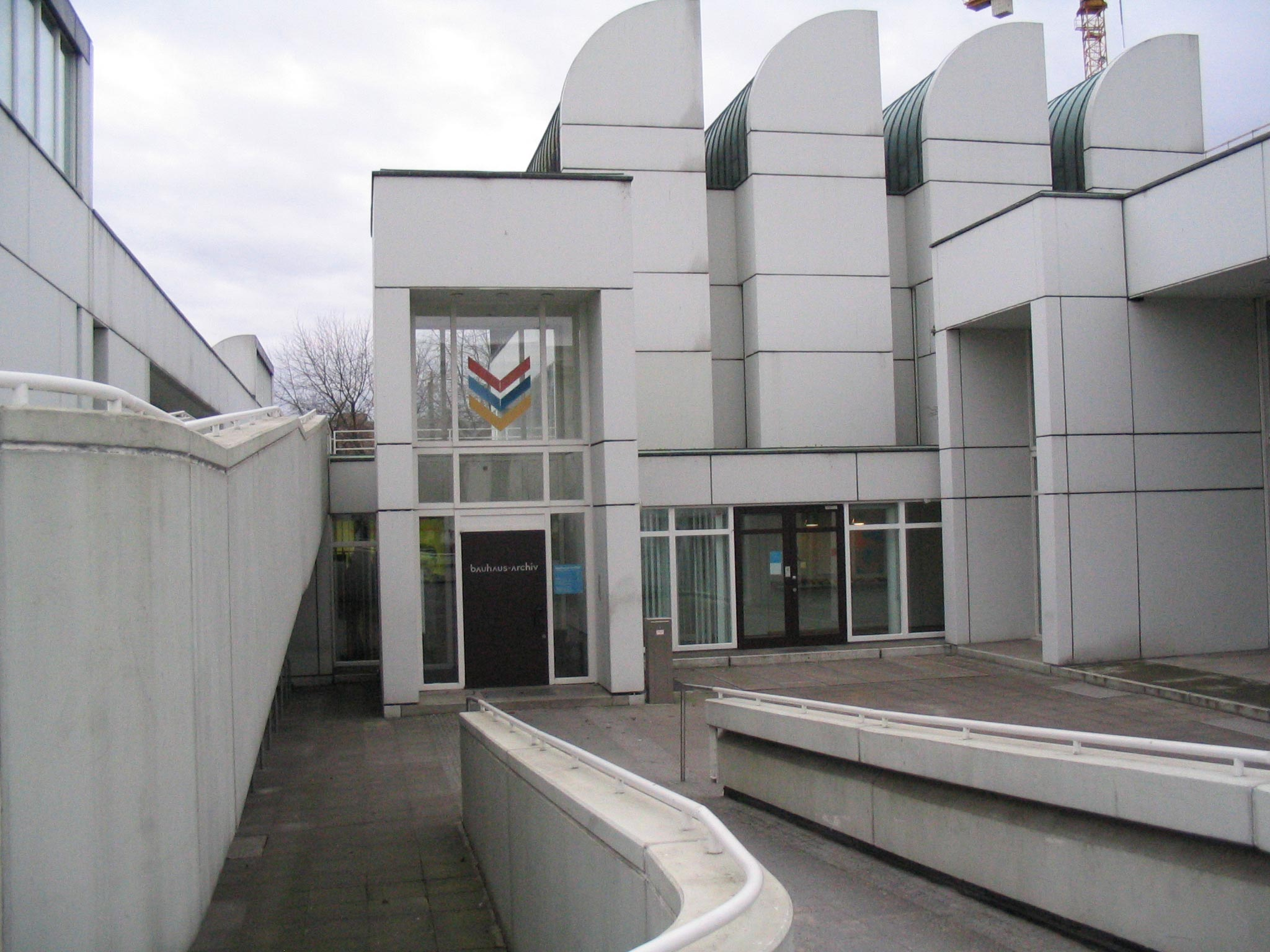
W. Gropius, A. Cvijanović i TAC: Archiwum Bauhausu w Berlinie

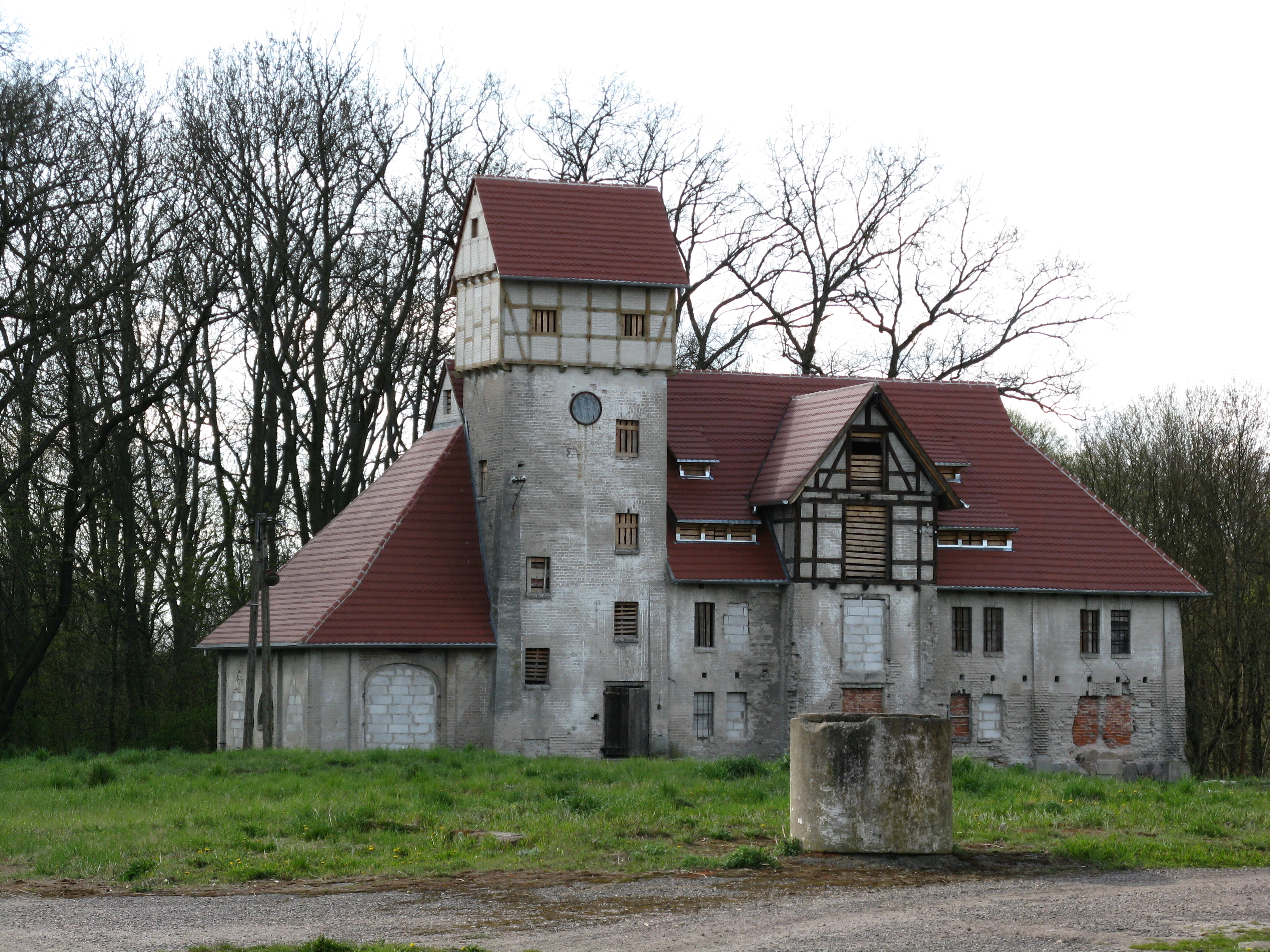
W. Gropius:
Spichlerz w Jankowie

Walter Adolf Georg Gropius (ur. 18 maja 1883 w Berlinie, zm. 5 lipca 1969 w Bostonie) – niemiecko-amerykański architekt modernistyczny, jeden z głównych przedstawicieli stylu międzynarodowego, założyciel Bauhausu.

## Życiorys

### Studia
Gropius wywodził się ze słynnej rodziny berlińskich księgarzy i wydawców, jego stryjeczny dziadek Martin Gropius był znanym architektem. W latach 1903–1905 Gropius studiował architekturę w Monachium, a potem do 1907 w Charlottenburgu (ob. dzielnica Berlina), nie ukończył jednak studiów.
Gropius w czasie studiów przyjeżdżał często do wsi Jankowo (wówczas Janikow) pod Drawskiem Pomorskim, gdzie mieszkała jego rodzina (1905–1914). Do dziś stoi tam zaprojektowany przez niego spichlerz, a w Drawsku m.in. willa. Jest także autorem projektu zespołu domów dla robotników rolnych w Jankowie, zrealizowanego w 1906. Domy dla robotników Jankowa przypominają zabudowę willową, a prostota ukształtowania kubicznych brył i swoboda rozplanowania osiedla wyróżniają ten zespół spośród ówczesnego budownictwa mieszkalnego.

### Praca w pracowni Behrensa
W 1908 dzięki mecenatowi kolekcjonera sztuki Karla-Ernsta Osthausa został asystentem Petera Behrensa w Berlinie, w jego biurze poznał m.in. Ludwiga Miesa i Charles’a E. Jeannereta (Le Corbusiera). U Behrensa współprojektował halę turbin AEG w berlińskiej dzielnicy Moabicie. Na początku 1910 Gropius przedstawił swoja wizję domów mieszkalnych stawianych na skale przemysłową dzięki m.in. normalizacji elementów konstrukcyjnych w pracy Programm zur Gründung einer allgemeinen Hausbaugesellschaft auf künstlerisch einheitlicher Grundlage m.b.h. (pol. Program powołania do życia towarzystwa budowlanego o artystycznie spójnej podstawie), którą zaprezentował dyrektorowi AEG Waltherowi Rathenauowi – ten jednak projekt odrzucił.

### Własne biuro projektowe
W 1910 Gropius otworzył własne biuro projektowe, jednym z jego współpracowników był Adolf Meyer. W latach 1910–1925 zajmował się przebudową i rozbudową fabryki Fagus w Alfeld; ta budowla jest uważana za kamień milowy architektury modernistycznej – zastosowano tu elementy późniejszego stylu międzynarodowego, m.in. szklane ściany pomiędzy stalowymi filarami – szczególnie duży wpływ wywarł całkowicie szklany narożnik pozbawiony filara. Poza architekturą projektował w tym czasie wnętrza, wzory tapet, meble, a nawet karoserie samochodów oraz lokomotywy dieslowskie.
Na wystawie Werkbundu (którego Gropius był członkiem) w Kolonii w 1914 Gropius i Meyer zaprezentowali modelowy budynek fabryczny wraz z biurowcem na potrzeby średnich przedsiębiorstw – tył budynku fabryki pokrywała szklana ściana, fasada z przodu była pozbawiona okien, pokryta płytami z wapienia modelowanymi na cegłę. Pod wpływem tego projektu wielki książę Saksonii-Weimar-Eisenach Wilhelm Ernest II zaproponował Gropiusowi objęcie kierownictwa Szkoły Sztuk Pięknych i Rzemiosła – plany te pokrzyżowała I wojna światowa.
Podczas I wojny światowej Gropius służył na froncie zachodnim. W 1918 przyłączył się do Novembergruppe, która miała realizować idee rewolucji październikowej w sztuce. Ponadto działał w stowarzyszeniu ekspresjonistów Gläserne Kette (1918–1919) i w komunistycznej Radzie pracowniczej sztuki (1918–1919), której przewodniczył.

### Bauhaus
W 1919 oferta Wilhelma Ernesta II została ponowiona przez nowe władze Weimaru i Gropius założył szkołę rzemiosła, sztuki użytkowej i architektury Bauhaus, której był też pierwszym dyrektorem. Szkoła powstała w wyniku połączenia Wyższej Szkoły Sztuk Pięknych (niem. Kunsthochschule) i Szkoły Rzemiosła Artystycznego (niem. Kunstgewerbeschule). W szkole Gropiusa nauczali m.in. Johannes Itten, Gerhard Marcks, Lyonel Feininger, Georg Muche, Paul Klee, Oskar Schlemmer, Wassily Kandinsky, Josef Albers i László Moholy-Nagy. W 1923–1924 był współzałożycielem grupy architektów awangardowych Der Ring, której przewodził Ludwig Mies van der Rohe. W 1925 następuje przeniesienie Bauhausu do Dessau (dziś Dessau-Roßlau). Powodzenie awangardowa uczelnia zawdzięczała w dużym stopniu polityce kadrowej Gropiusa, który jednak w 1928 odszedł z niej.

### Emigracja
Po przejęciu władzy przez nazistów został członkiem Reichskulturkammer, będącej kulturalną odnogą nazistowskiego rządu powołanego w 1933 roku przez Josepha Goebbelsa, w 1934 wyjechał z Niemiec do Wielkiej Brytanii, gdzie pracował kilka lat z Maxwellem Fry'em (1934–1937). W 1937 został powołany na Uniwersytet Harvarda (USA), gdzie rok później objął posadę dziekana wydziału architektury, którą zajmował do 1952. W 1938 zorganizował wystawę pt. Bauhaus 1919-1928 w Nowym Jorku. W latach 1938–1941 prowadził wspólną pracownię z Marcelem Breuerem, a w 1946 założył biuro TAC. Gropius, podobnie jak Mies, wywarł wielki wpływ na współczesną architekturę budynków użyteczności publicznej.

## Życie prywatne

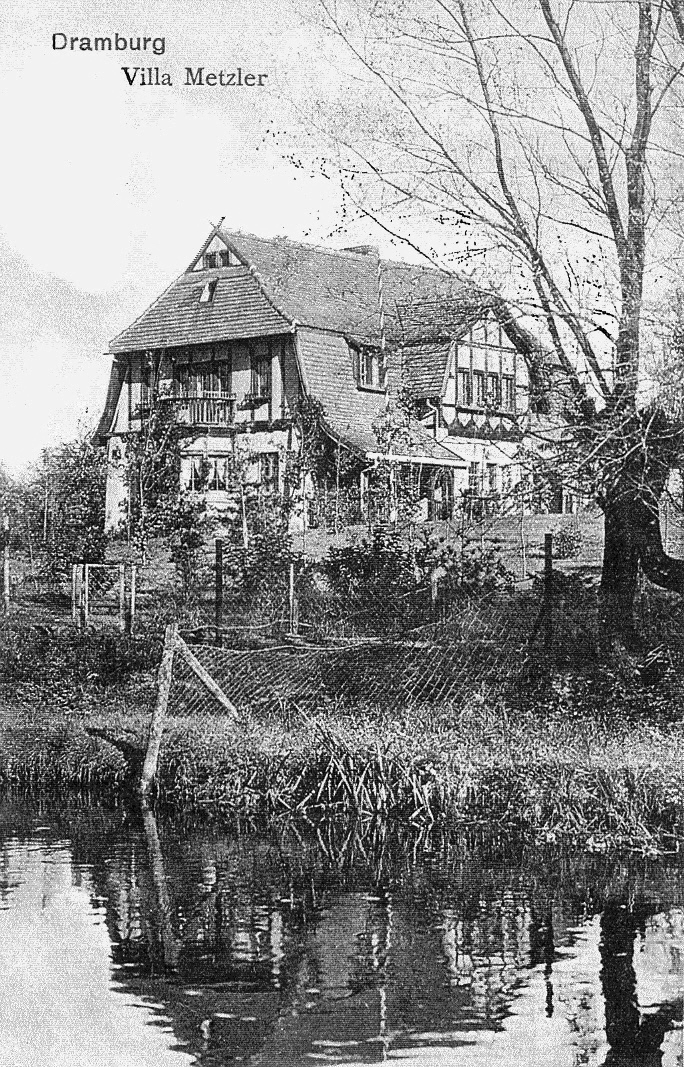
Willa w Drawsku Pomorskim

Żoną Gropiusa była Alma Mahler-Werfel (1915), wdowa po kompozytorze Gustavie Mahlerze, z którą miał córkę Manon. Rozwiedli się w 1920 roku. W 1923 Gropius poślubił Ise (Ilse) Frank (zm. 1983). Adoptowali Beate Gropius, znaną jako Ati.

## Działalność
Gropius działał przede wszystkim jako twórca idei dla swoich budynków, mówca, publicysta oraz znakomity organizator, perfekcję techniczną osiągnął zaś dobierając sobie skrupulatnych współpracowników. Szefami jego biura projektowego byli m.in. Adolf Meyer, Ernst Neufert i Marcel Breuer. Do uczniów Gropiusa zaliczają się również Philip Johnson i Ieoh Ming Pei.

### Publikacje
- Walter Gropius: The new architecture and the Bauhaus. MIT Press, 1965. ISBN 0-262-57006-8. [dostęp 2010-07-25]. (ang.). Brak numerów stron w książce

### Dzieła
- 1911 (rozbudowa do 1925) – fabryka obuwia Fagus w Alfeld (Leine)[3] (razem z Adolfem Meyerem)
- 1924 – dom Auerbacha w Jenie (razem z Adolfem Meyerem)
- 1925–1926 – budynek Bauhausu Dessau-Roßlau[9]
- 1926–1928 – Törten w Dessau-Roßlau[9]
- 1927 – niezrealizowany projekt teatru totalnego (z Erwinem Piscatorem)[3]
- 1927–1928 – dom Lewina w Berlinie
- 1927–1929 – gmach urzędu pracy w Dessau-Roßlau[14]
- 1929–1930 – budynki na osiedlu Siemensstadt w Berlinie (pod kierunkiem Hansa Scharouna)[3]
- 1931 – osiedle Dammerstock w Karlsruhe[9]
- 1937–1938 – Gropius House (dom własny) w Lincoln, Massachusetts, USA[3]
- 1948–1950 – Harvard Graduate Center, Cambridge, Massachusetts, USA[14]
- 1955–1957 – budynek wielorodzinny na wystawie Interbau w Berlinie[1]
- 1958–1963 – biurowiec Pan Am (obecnie MetLife) w Nowym Jorku (razem z Emery Roth&Sons, TAC i Pietro Belluschim)[14]
- od 1960 – budowa osiedla Britz-Buckow-Rudow, zwanego Gropiusstadt w Berlinie[1]
- 1964–1965 – projekt Archiwum Bauhausu w Darmstadt[9]
- 1976–1979 – Archiwum Bauhausu w Berlinie (realizacja wcześniejszego projektu przez Alexandra Cvijanovicia i TAC)